# Sa Missa
Sa Missa (in italiano: La Messa) è un album dei Bertas prodotto in collaborazione con la Associazione Corale Luigi Canepa di Sassari, pubblicato nel 2007 dalla Rockhaus Blu Studio.

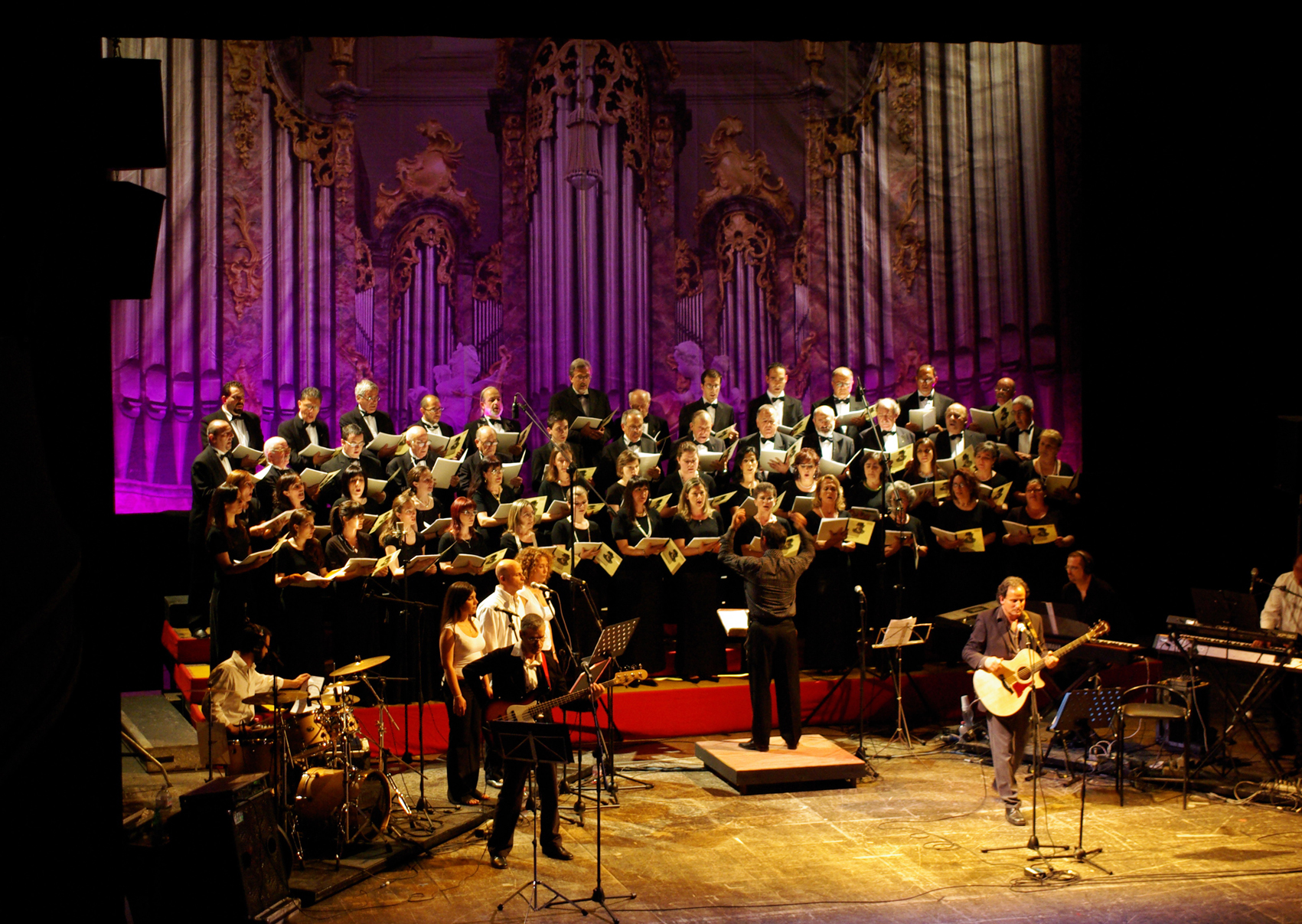
Concerto Sa Missa al Teatro Verdi di Sassari

## Tracce
1. Cantare (Intro) - (Franco Castia - Mario Chessa), 2:24
2. Kyrie - (Antonio Costa), 4:11
3. Gloria - (Antonio Costa) 3:49
4. A Tie Laudamus - (Marco Piras) 4:31
5. Segnore Deus - (Mario Chessa), 4:02
6. Ca Tue - (Antonio Costa), 5:36
7. Alleluia - (Antonio Costa), 2:56
8. Creo - (Mario Chessa), 3:23
9. Est Faladu Dae Su Chelu - (Carlo Costa), 3:24
10. S'Est Incarnadu - (Antonio Costa), 6:09
11. Est Resuscitadu - (Antonio Costa), 2:25
12. In S'Ispiritu Santu, Creo Sa Cresia - (Mario Chessa), 4:10
13. Ave Maria Bella - (Antonio Strinna - Antonio Costa), 4:08
14. Santu - (Antonio Costa), 4:58
15. Pane 'e Sos Anghelos - (Antonio Costa), 5:12
16. Anzone 'e Deus - (Antonio Costa), 4:32